# Lisa Carrington
Pour les articles homonymes, voir Carrington (homonymie).
Lisa Carrington, née le 23 juin 1989 à Tauranga, est une kayakiste néo-zélandaise. Septuple championne olympique, elle est l'athlète olympique néo-zélandaise la plus médaillée.

## Biographie

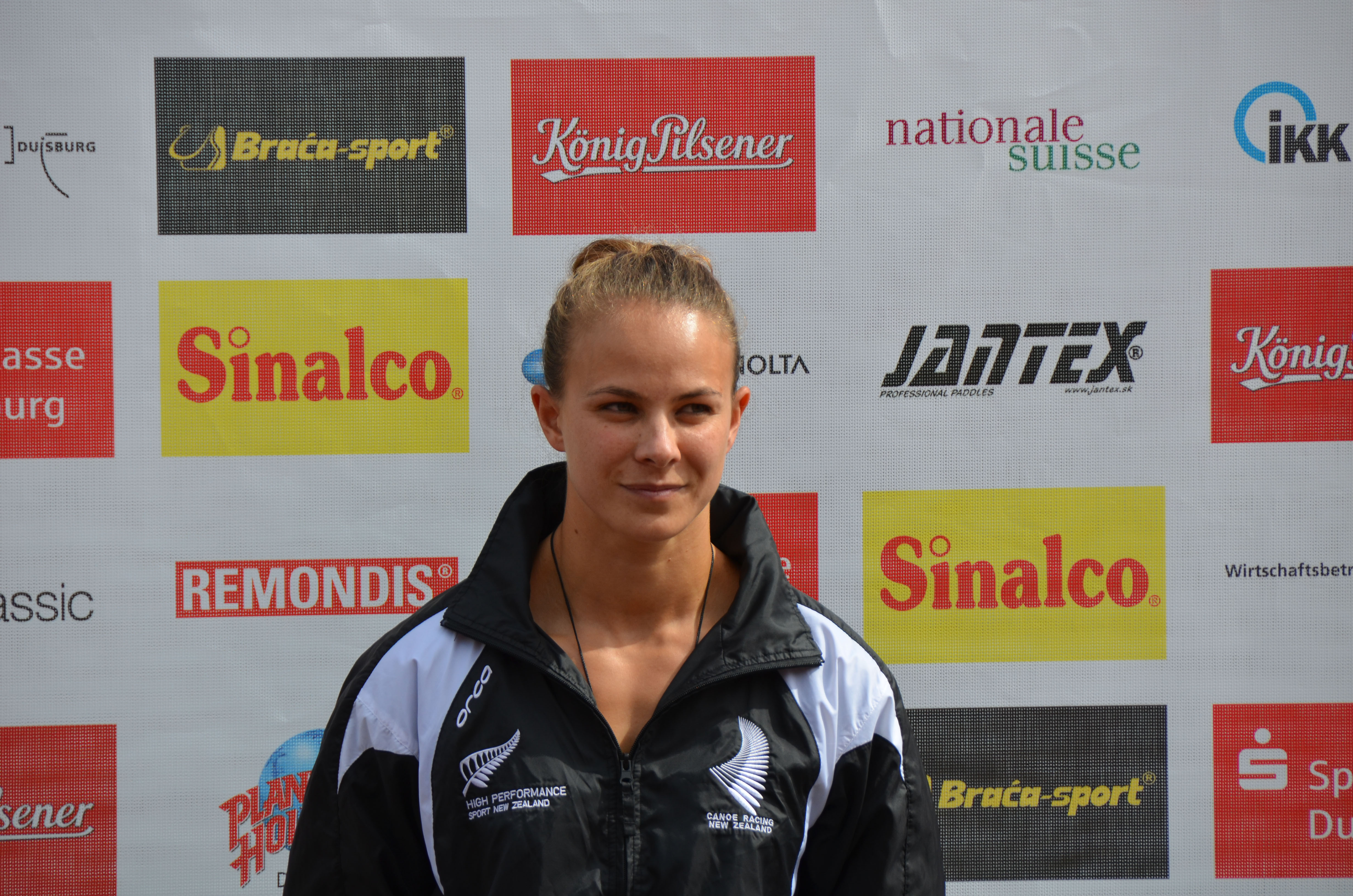
Lisa Carrington aux Championnats du monde de course en ligne de canoë-kayak de 2013 (photo d'Olaf Kosinsky).

Lisa Carrington naît le 23 juin 1989 à Tauranga. Fille de Pat et Glynis Carrington, respectivement directeur et professeur de l'école Waiotahi Valley d'Opotiki, elle a des origines Te Aitanga-a-Māhaki (en) et Ngāti Porou. Née à proximité de l'Océan Pacifique, Carrington découvre les sports aquatiques et s'essaie à des épreuves locales de canoë-kayak. Après des victoires au niveau national, elle se passionne pour le sport et représente à partir de l’âge de 17 ans son pays en compétitions internationales. 
Pour atteindre le plus haut niveau, Carrington part s'entraîner à Auckland où elle met à l’eau son kayak dix fois par semaine en plus de quinze heure d'entraînement physique. En parallèle de son parcours sportif, elle poursuit ses études à l'université Massey et est diplômée d'un Bachelor of Arts en politique et maori. Lorsque l'épreuve de 200 m de kayak monoplace en ligne apparait aux Jeux olympiques d'été de 2012 à Londres en replacement du 500 m en C2 masculin, Lisa Carrington, championne du monde en titre de la discipline, ne manque pas sa chance et remporte l’or olympique. Quatre ans plus tard, elle conserve son titre lors des Jeux olympiques d'été de 2016 organisés à Rio de Janeiro. Elle remporte également la médaille de bronze du kayak monoplace en ligne 500 m lors de cette olympiade.
Le 3 août 2021, lors des Jeux olympiques de Tokyo, Lisa Carrington dispute quatre courses sur la même matinée qu’elle conclut par deux nouveaux titres olympiques obtenus en l'espace d'une heure. Sur le 200 mètres en K1, la Néo-Zélandaise bat le record olympique avec un temps de 38 s 120. Une heure plus tard, elle remporte en duo avec Caitlin Regal l’épreuve du 500 mètres en K2 en battant à nouveau un record olympique en 1 min 35 s 785 pour gagner sa quatrième médaille d'or olympique. Deux jours plus tard, elle devient la sportive néo-zélandaise la plus médaillée des Jeux en remportant la médaille d'or sur le 500 mètre en K1.

## Palmarès

### Jeux olympiques
- Médaille d'or en K1 200 mètres en 2012 à Londres,  Royaume-Uni.
- Médaille d'or en K1 200 mètres en 2016 à Rio de Janeiro,  Brésil.
- Médaille de bronze en K1 500 mètres en 2016 à Rio de Janeiro,  Brésil.
- Médaille d'or en K1 200 mètres en 2020 à Tokyo,  Japon.
- Médaille d'or en K1 500 mètres en 2020 à Tokyo,  Japon.
- Médaille d'or en K2 500 mètres en 2020 à Tokyo,  Japon.
- Médaille d'or en K1 500 mètres en 2024 à Paris,  France.
- Médaille d'or en K2 500 mètres en 2024 à Paris,  France.
- Médaille d'or en K4 500 mètres en 2024 à Paris,  France.

### Championnats du monde
Lisa Carrington a remporté de nombreux titres de championne du monde de course en ligne de kayak depuis 2011 :
- Médaille d'or en K1 200 mètres en 2011 à Szeged,  Hongrie.
- Médaille d'or en K1 200 mètres en 2013 à Duisbourg,  Allemagne.
- Médaille de bronze en K1 500 mètres en 2013 à Duisbourg,  Allemagne.
- Médaille d'or en K1 200 mètres en 2014 à Moscou,  Russie.
- Médaille d'argent en K1 500 mètres en 2014 à Moscou,  Russie.
- Médaille d'or en K1 200 mètres en 2015 à Milan,  Italie.
- Médaille d'or en K1 500 mètres en 2015 à Milan,  Italie.
- Médaille d'or en K1 200 mètres en 2017 à Račice,  Tchéquie.
- Médaille d'or en K2 500 mètres en 2017 à Račice,  Tchéquie.
- Médaille d'argent en K1 500 mètres en 2017 à Račice,  Tchéquie.
- Médaille de bronze en K4 500 mètres en 2017 à Račice,  Tchéquie.
- Médaille d'or en K1 200 mètres en 2018 à Montemor-o-Velho,  Portugal.
- Médaille d'argent en K1 500 mètres en 2018 à Montemor-o-Velho,  Portugal.
- Médaille d'argent en K2 500 mètres en 2018 à Montemor-o-Velho,  Portugal.
- Médaille d'argent en K4 500 mètres en 2018 à Montemor-o-Velho,  Portugal.
- Médaille d'or en K1 200 mètres en 2019 à Szeged,  Hongrie.
- Médaille d'or en K1 500 mètres en 2019 à Szeged,  Hongrie.
- Médaille d'or en K1 200 mètres en 2022 à Dartmouth,  Canada.
- Médaille d'or en K1 500 mètres en 2022 à Dartmouth,  Canada.

## Distinctions
Halberg Awards
- Supreme award en 2016 et 2022[8]

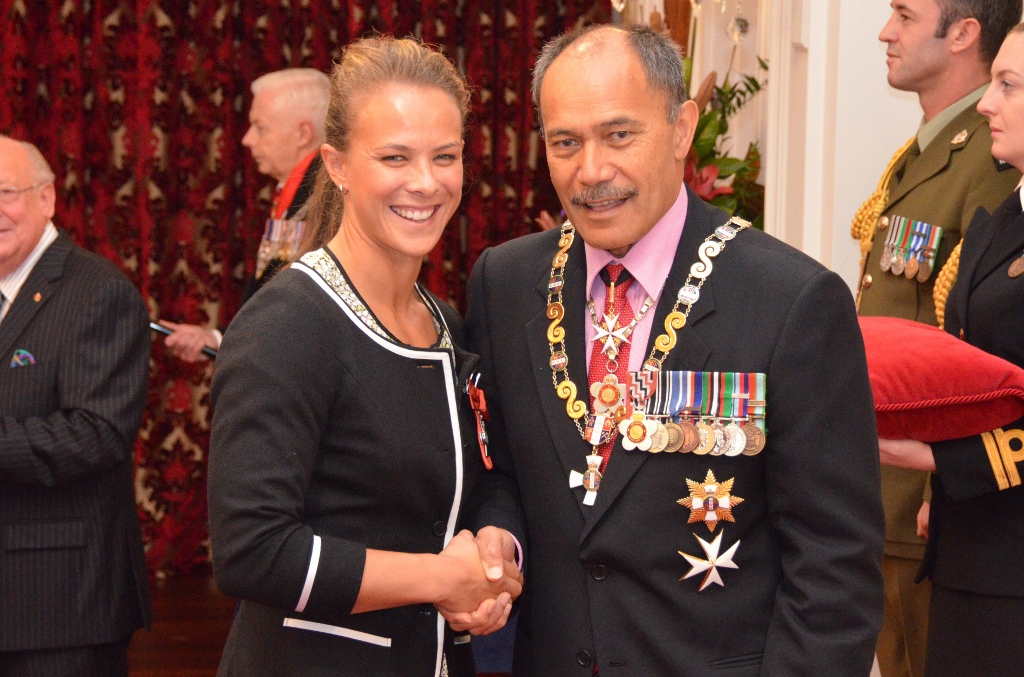
Lisa Carrington après son investiture comme MZNM par Jerry Mateparae à Wellington en mars 2014.

- Sportive néo-zélandaise de l'année en 2016, 2017, 2018, 2019 et 2021.
- Sportive néo-zélandaise de la décennie 2010[9].

Ordre du mérite néo-zélandais
- Membre de l'Ordre du Mérite de Nouvelle-Zélande (MZNM) en mars 2014.
- Dame de l'Ordre du Mérite de Nouvelle-Zélande (DZNM) en décembre 2021[10].